# Fédération française de kick boxing, muay thaï et disciplines associées
La Fédération française de kickboxing, muaythai et disciplines associées (FFKMDA), anciennement Fédération française de sports de contact et disciplines associées (FFSCDA), est une fédération sportive française délégataire regroupant la boxe thaï, le kick boxing, le K1 rules et le full contact-boxe américaine, ainsi que plusieurs disciplines associées, sans oublier les handisports de contacts en France.
Conformément au code du sport et à la convention d'objectif signée avec le ministère des Sports, la fédération a pour but de structurer, développer, contrôler, réglementer et organiser la pratique de ses disciplines.
Concernant l'organisation de compétition et la délivrance de titre, la FFKMDA est la seule fédération autorisée pour ses disciplines délégataires à organiser les compétitions sportives à l’issue desquelles sont délivrés les titres internationaux, nationaux, régionaux ou départementaux, et procéder aux sélections correspondantes.

## Historique
En 2008, le Ministère des sports décide de regrouper les disciplines de boxes pied-poings et disciplines proche, qui était avant cette date éclatées dans leurs fédérations respectives.
La FFKMDA obtient l'agrément ministériel le 26 juin 2009, ainsi que l'appellation « Fédération française » avec la délégation de pouvoirs associée le 27 octobre 2009 (pour la boxe thaï, le kickboxing, le K1 rules et le full contact-boxe américaine et disciplines associées qui sont le Chauss'fight, le  pancrace, la  boxe boji, la lutte contact et le contact défense. Conformément aux statuts et règlements intérieurs validés en assemblée générale, le fonctionnement sportif est piloté par des commissions nationales et par la Direction Technique Nationale (DTN).
En termes d’adhésion, on trouve une seule cotisation d’affiliation pour l’ensemble des disciplines, ainsi qu'une licence unique (à partir de septembre 2011) permettant aux licenciés de pratiquer toutes les disciplines de la Fédération avec une seule licence.
Depuis la rentrée 2010 la FFSCDA est associé à la fédération de sport universitaire pour promouvoir les sports de combats dans l'enseignement supérieure. Chaque année, des compétitions de kickboxing, de full-contact et du muaythai en assaut et en pré-combat sont organisés.
La FFSCDA est depuis juin 2011 organisée et structurée en commissions nationales sportives.
En 2014, la FFSCDA organise ses premiers championnats professionnels dans les disciplines principales.

Ancien logo de la Fédération

Au début de l'année 2015, la Fédération change de nom et devient la Fédération française de kickboxing, muaythai et disciplines associées (FFKMDA).
En avril 2016, la FFKMDA est reconnue officiellement par la Fédération internationale IFMA

## Disciplines
La FFKMDA s'occupe des sports de contact. Pour cela, la fédération a mis en place différentes formes de rencontres, ce qui est une exception française (la fédération française de boxe anglaise et la fédération française de boxe française appliquent aussi ces différentes formes). Ces formes sont au nombre de trois :
- La première forme est la rencontre en assaut, c'est-à-dire que le but est de toucher l'adversaire pour gagner des points, la recherche de force en portant les coups est interdite. Cette forme est réservée en particulier aux débutants, aux enfants et aux personnes voulant pratiquer une boxe sans risquer leur intégrité physique.
- La deuxième forme de rencontre est dite en pré-contact. Cette forme est un intermédiaire entre l'assaut et le combat. Le pré-contact fonctionne comme l'assaut, c'est-à-dire à la touche, mais les coups peuvent être portés avec un peu de force ; les coups doivent donc être contrôlés. La recherche du KO et du coup violent restent interdits.
- La troisième forme de rencontre est le combat. Les coups sont portés à pleine puissance. La recherche du hors-combat est évidemment autorisée.

Ces formes sont appliquées pour toutes les disciplines de la fédération. En outre de ces différentes formes, différentes protections sont obligatoires en fonction de l'âge et de la classe du combattant.
La fédération a créé aussi 3 classes pour un meilleur équilibre entre combattants. Avant la création de la fédération, il existait 4 classes : D, C, B, A en muaythai et en kickboxing.
- La "classe B" est réservée aux combattants débutants.
- La "classe A" est réservée aux combattants les plus expérimentés.
- La "classe Pro" est réservée aux combattants de la classe A, qui désirent affronter l'élite de son sport.

Après 10 victoires en "classe B", le combattant passe en "classe A". Après 5 victoires en "classe A", le combattant peut, soit rester dans le format amateur en "classe A", soit passer dans le format pro.

## Diplôme
Des diplômes fédéraux tels que les Brevets de Moniteurs Fédéraux (BMF1, BMF2, BMF3) existent pour enseigner bénévolement, ainsi que pour devenir juge arbitre (BJAR/BJAN). Ils sont délivrés par la fédération.
De plus, la fédération délivre aussi des diplômes d’État comme le Brevet professionnel de la jeunesse, de l’éducation populaire et du sport (BPJEPS) dans la mention activité pugilistique qui permet d'enseigner la boxe thaï, le kickboxing et le full-contact contre rémunération.

## Scandale et révélations
En août 2023, le journaliste français Romain Molina, fait des révélations choquante vis-à-vis de la commission d'enquête de l'assemblée nationale, où il révèle notamment un système de prostitution et de chantage sexuel à l'encontre des mères des combattant(es) licenciés de la FFKMDA, sont contraintes à se prostituer auprès des dirigeants, afin d'espérer que leurs enfants puissent espérer progresser en carrière et participer aux compétitions de Gala, ainsi que de nombreux membres fichés au grand banditisme, et de nombreuses agressions et menaces contre des individus avec la complicité des dirigeants, Romain Molina fit également menacé par les dirigeants de la fédération.